# Frédéric Abbès
Frédéric Abbès ist ein französischer Prähistoriker, der sich mit dem Neolithikum der nördlichen Levante sowie der Geschichte des östlichen Mittelmeerraumes zwischen dem 10. und dem 6. Jahrtausend v. Chr. beschäftigt. Er leitete Grabungen an bedeutenden archäologischen Fundplätzen, wie unter Danielle Stordeur am Tell Aswad und 2010 in El Kowm in Zentralsyrien.
Abbès befasst sich zum einen mit dem Übergang der Jäger-und-Sammler- zu ortsansässigen, aber auch halbnomadischen Bauern-Hirtengesellschaften, insbesondere den Beiträgen der Steinbearbeitungstechnologie sowie der Ausbreitung des Neolithikums in die trockeneren Gebiete während des Präkeramischen Neolithikums A (PPNA) und B. Zum anderen liegt sein Schwerpunkt auf Fragen der Zirkulation von Grundstoffen und Nahrungsmitteln, Gütern und Ideen während des Neolithikums. Derzeit arbeitet er am Laboratoire Archéorient – Environnements et sociétés de l’Orient ancien in Lyon, genauer am Centre national de la recherche scientifique an der Université Lumière Lyon 2. Diese interdisziplinäre Einrichtung wurde 2003 bis 2010 von Pierre Lombard geleitet, dann bis 2015 von Emmanuelle Vila, seit Januar 2016 ist Christophe Benech der Leiter.
Abbès leitete die Grabungen von Qdeir 1 in Syrien, wo er auch die archäologische Betreuung, Sicherung und verschiedene Ausgrabungen in Zentralsyrien übernahm, wie etwa in der Region Palmyra oder im Gebiet des Bal’as-Gebirges. Dieses Gebirge erhebt sich etwa 44 km östlich von Salamiyya, erstreckt sich 25 km von Nord nach Süd und 15 km von West nach Ost, wobei es bis über 1100 m hoch ist. Dort wurden 2008 allein 14 Khiamien-Fundstätten in einem Umkreis von nur vier Kilometern um Wadi Tumbaq 1 entdeckt. Zuvor arbeitete Abbès als Assistent unter Leitung von Danielle Stordeur am neolithischen Siedlungshügel Tell Aswad. Daneben leitete er auch Ausgrabungen in Armenien.

## Veröffentlichungen (Auswahl)
- Méthodes d’approche de la variabilité du débitage laminaire. Application à des armatures perçantes de Cheikh Hassan (Syrie, VIIIème millénaire B.C.), in: Cahiers de l’Euphrate 7 (1993) 119–150.
- Techniques de débitage et gestion du silex sur le Moyen Euphrate (Syrie) au PPNA final et au PPNB ancien, in: Hans Georg Gebel, Stefan Karol Kozłowski (Hrsg.): Neolithic Chipped Stone Industries of the Fertile Crescent, Proceedings of the First Workshop on PPN Lithic Industries, Berlin 1993, S. 299–312. (online, PDF)
- mit Ludovic Bellot-Gurlet, Céline Bressy, Marie-Claire Cauvin, Bernard Gratuze, Gérard Poupeau: Nouvelles recherches sur l’obsidienne de Cheikh Hassan (Vallée de l’Euphrate, Syrie) au Néolithique : PPNA et PPNB ancien, in: Syria 78 (2001) 5–17. (online)
- Étude des industries lithiques du néolithique précéramique de Syrie du Xème au VIIIème millénaire B.P., BAR-Tempus reparatum, Maison de l’Orient 2002.
- mit Danielle Stordeur: Du PPNA au PPNB : mise en lumière d’une phase de transition à Jerf el Ahmar (Syrie), in: Bulletin de la Société Préhistorique Française 99,3 (2002) 563–595.
- Les débitages laminaires de la fin du PPNA (Jerf el Ahmar, Mureybet, Cheikh Hassan), in Laurence Astruc, Didier Binder, François Briois (Hrsg.): Systèmes techniques et communautés du néolithique précéramique au Proche-Orient (Actes du 5e colloque international, Fréjus, du 29/2 au 5/3 2004, Éditions APDCA, Antibes 2007, S. 127–136).
- Wadi Tumbaq 1 : A Khiamian occupation in the Bal’as Mountains, in: Neo-Lithics 1,8 (2008) 3–9.
- mit Marie-Claire Cauvin: L’outillage retouché, in Juan José Ibáñez (Hrsg.): Le site néolithique de Tell Mureybet (Syrie du Nord). En hommage à Jacques Cauvin, Archaeopress et Maison de l’Orient et de la Méditerranée, Oxford und Lyon 2008, S. 281–362. (online, PDF)
- Le Bal’as, un autre scénario de la néolithisation du Proche-Orient, in Claire Manen, Thomas Perrin, Jean Guilaine (Hrsg.): La transition néolithique en Méditerranée (Actes du colloque Transitions en Méditerranée, ou comment des chasseurs devinrent agriculteurs, Muséum de Toulouse, 14–15 avril 2011). Archives d’écologie préhistorique, éditions Errance-Actes Sud, Arles 2014, S. 9–21.